# The Dangerous Summer
The Dangerous Summer es una banda estadounidense de indie rock formada en 2006. Esta actualmente conformada por AJ Perdomo (bajo, voz), Cody Payne (guitarra), Bryan Czap (guitarra) y Tyler Minsberg (batería). Hasta la fecha han lanzado dos álbumes de estudio: Reach for the Sun (2009) y War Paint (2011).

## Historia

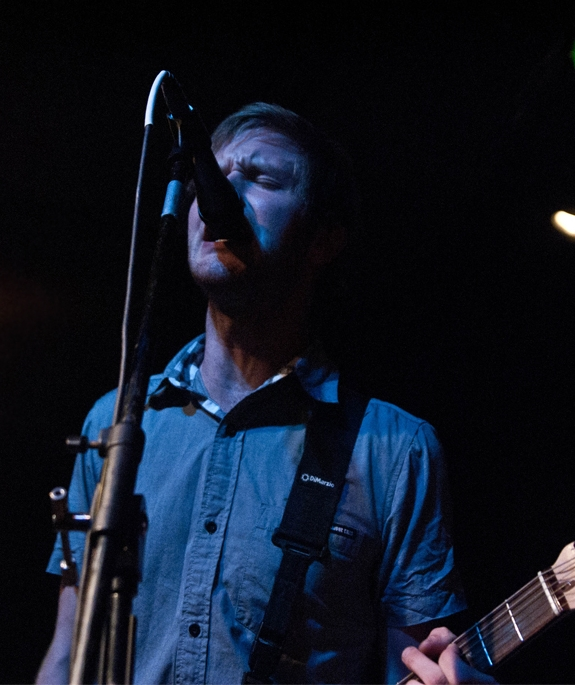
Cody Payne.

La banda se formó en agosto de 2006 en Ellicott City. El nombre de la banda fue tomado de la novela de Ernest Hemingway, El verano peligroso (The dangerous summer en su idioma original). Con AJ Perdomo (voz, bajo), Bryan Czap (guitarra), Tyler Minsberg (batería) y Cody Payne (guitarra), en 2007 lanzaron el EP There Is No Such Thing as Science. En abril de 2007 firmaron con Hopeless Records y relanzaron su primer EP con un nuevo nombre, If You Could Only Keep Me Alive, el cual incluyó nuevas canciones. El 5 de mayo de 2009 la banda lanzó su primer álbum de estudio, Reach for the Sun, del cual se lanzó el sencillo «Where I Want to Be» el 14 de abril de 2009. En marzo de 2010 anunciaron una gira por el Reino Unido. El 19 de julio de 2011 lanzaron su segundo álbum de estudio, War Paint, el cual alcanzó la posición 149 en el Billboard 200. En septiembre de 2011 anunciaron una gira con Hit the Lights, la cual en octubre fue cancelada por razones «ajenas a su control». Este último hecho provocó rumores sobre una supuesta separación, los cuales quedaron descartados al programar una gira por Australia.

## Miembros
Miembros actuales
- AJ Perdomo: voz, bajo (2006-presente)
- Cody Payne: guitarra (2006-presente)
- Matt Kennedy: guitarra (2012-presente)
- Ben Cato: batería (2012-presente)

Miembros anteriores
- Bryan Czap: guitarra (2006-2011)
- Tyler Minsberg: batería (2006-2011)

## Discografía

### Álbumes de estudio
| Título | Detalles                                                            | Posiciones | Posiciones | Posiciones |
| Título | Detalles                                                            | EUA        | EUA Rock   | EUA Heat.  |
| --- | ------------------------------------------------------------------- | ---------- | ---------- | ---------- |
| Reach for the Sun | - Lanzamiento: 5 de mayo de 2009 - Discográfica: Hopeless Records   | —          | —          | 42         |
| War Paint | - Lanzamiento: 19 de julio de 2011 - Discográfica: Hopeless Records | 149        | 44         | 3          |
| «—» denota que el lanzamiento del álbum no entró en la lista de posiciones o que no fue publicado en ese territorio. |                                                                     |            |            |            |

### EP
| Título                          | Detalles                                                                                 |
| ------------------------------- | ---------------------------------------------------------------------------------------- |
| If You Could Only Keep Me Alive | - Lanzamiento: 21 de agosto de 2007 - Discográfica: Hopeless - Calificación de Allmusic: |

### Álbumes en vivo
| Título            | Detalles                                                    |
| ----------------- | ----------------------------------------------------------- |
| Live In Baltimore | - Lanzamiento: 13 de julio de 2010 - Discográfica: Hopeless |